# Efecte mirall
L'efecte mirall és un concepte creat pel psicòleg Bronfenbrenner (1961) per a anomenar un fenomen perceptiu intergrupal. Fa referència a la percepció etnocèntrica de la realitat que tenen moltes persones. Així, quan hi ha dos grups humans contraposats, els membres de cadascun tendeixen a percebre's a si mateixos amb les característiques de l'altre grup invertides. És a dir, així com veuen en ells mateixos unes característiques positives, veuen en els altres les característiques negatives equivalents.